# Malorovka
Malorovka (957 m) – szczyt na Pogórzu Spiskim w orograficznie lewym zboczu doliny Osturniańskiego Potoku. Biegnie przez niego granica polsko-słowacka między polską miejscowością Łapsze Niżne i Osturnią na Słowacji. W kierunku północnym biegnie od szczytu Malorovki grzbiet tworzący wschodnie zbocza doliny Kacwińskiego Potoku, Z dolnej części północno-wschodnih stoków łączących grzbiet Malorovki i Zubrovki wypływają 3 źródłowe cieki Hawiarskiego Potoku (Zubrovský potok). Dolną częścią jego koryta poprowadzono granicę polsko-słowacką.
Malorovka jest porośnięta lasem, tylko dolna część jej południowo-wschodnich stoków to pola uprawne i łąki miejscowości Osturnia. Polany o nazwie Polany znajdują się również na polskiej stronie, na północno-wschodnich stokach grzbietu łączącego Malorovkę z Zubrovką.
Jerzy Kondracki zalicza ten region do Pogórza Spiskiego, Słowacy natomiast używają nazwy Magura Spiska.